# Googolplex
En googolplex är ett extremt stort tal. Det är tio upphöjt till en googol, det vill säga en etta följt av en googol nollor, eller {\displaystyle 10^{10^{100}}}.
Talet är så stort att det är omöjligt att skriva ut det, annat än i potensform. Antalet elementarpartiklar i universum är uppskattat till 1080. Därför kan man inte skriva ner alla nollorna i en googolplex med den materia som finns tillgänglig, även om varje atom kunde omvandlas till papper och bläck.